# ISO 3166-2:MH
Artículo principal: ISO 3166-2

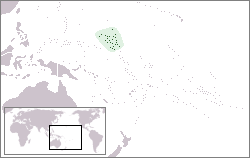
Islas Marshall en un mapa de Oceanía.

ISO 3166-2:MH es la entrada para las Islas Marshall en ISO 3166-2, parte de los códigos de normalización ISO 3166 publicados por la Organización Internacional de Normalización (ISO), que define los códigos para los nombres de las principales subdivisiones (p.ej., provincias o estados) de todos los países codificados en ISO 3166-1.
En la actualidad, para las Islas Marshall los códigos ISO 3166-2 se definen para dos niveles de subdivisiones:
- 2 cadenas (de islas) (esto es, Ralik y Ratak)
- 24 municipios

Los municipios son atolones habitados o islas. Los diez atolones despoblados y las islas del país no figuran en la lista:
- En la Cadena Ralik: los atolones de Ailinginae, Bikini, Rongerik y Ujelang (previamente habitado y tuvo su código, borrado según el Boletín II-1)
- En la Cadena Ratak: los atolones de Bikar, Bokak, Erikub, Knox y Toke, y la isla de Jemo.

Cada código consta de dos partes, separadas por un guion. La primera parte es MH, el código ISO 3166-1 alfa-2 para las Islas Marshall. La segunda parte tiene, según el caso:
- 1 letra: cadenas (de islas)

- 3 letras: municipios

## Códigos actuales
Los nombres de las subdivisiones se ordenan según el estándar ISO 3166-2 publicado por la Agencia de Mantenimiento ISO 3166 (ISO 3166/MA).
Pulsa sobre el botón en la cabecera para ordenar cada columna.

### Cadenas (de islas)
| Código | Nombre de la subdivisión (en) | Nombre de la subdivisión (mh) | Nombre de la subdivisión (es) |
| ------ | ----------------------------- | ----------------------------- | ----------------------------- |
| MH-L   | Ralik chain                   | Ralik chain                   | Cadena Ralik                  |
| MH-T   | Ratak chain                   | Ratak chain                   | Cadena Ratak                  |

### Municipios
| Código | Nombre de la subdivisión (en) | Nombre de la subdivisión (mh) | Nombre de la subdivisión (es) | Cadena (de islas) |
| ------ | ----------------------------- | ----------------------------- | ----------------------------- | ----------------- |
| MH-ALL | Ailinglaplap                  | Aelōn̄ḷapḷap                   | Ailinglaplap                  | L                 |
| MH-ALK | Ailuk                         | Aelok                         | Ailuk                         | T                 |
| MH-ARN | Arno                          | Arṇo                          | Arno                          | T                 |
| MH-AUR | Aur                           | Aur                           | Aur                           | T                 |
| MH-KIL | Bikini & Kili                 | Pikinni & Kōle                | Kili/Bikini/Ejit              | L                 |
| MH-EBO | Ebon                          | Epoon                         | Ebon                          | L                 |
| MH-ENI | Enewetak & Ujelang            | Ānewetak & Wūjlan̄             | Enewetak/Ujelang              | L                 |
| MH-JAB | Jabat                         | Jebat                         | Jabat                         | L                 |
| MH-JAL | Jaluit                        | Jālwōj                        | Jaluit                        | L                 |
| MH-KWA | Kwajalein                     | Kuwajleen                     | Kwajalein                     | L                 |
| MH-LAE | Lae                           | Lae                           | Lae                           | L                 |
| MH-LIB | Lib                           | Ellep                         | Lib (isla)                    | L                 |
| MH-LIK | Likiep                        | Likiep                        | Likiep                        | T                 |
| MH-MAJ | Majuro                        | Mājro                         | Majuro                        | T                 |
| MH-MAL | Maloelap                      | Ṃaḷoeḷap                      | Maloelap                      | T                 |
| MH-MEJ | Mejit                         | Mājej                         | Mejit                         | T                 |
| MH-MIL | Mili                          | Mile                          | Mili                          | T                 |
| MH-NMK | Namdrik                       | Naṃdik                        | Namdrik                       | L                 |
| MH-NMU | Namu                          | Naṃo                          | Namu                          | L                 |
| MH-RON | Rongelap                      | Ron̄ḷap                        | Rongelap                      | L                 |
| MH-UJA | Ujae                          | Ujae                          | Ujae                          | L                 |
| MH-UTI | Utrik                         | Utrōk                         | Utirik                        | T                 |
| MH-WTH | Wotho                         | Wōtto                         | Wotho                         | L                 |
| MH-WTJ | Wotje                         | Wōjjā                         | Wotje                         | T                 |

## Cambios
Los siguientes cambios de entradas han sido anunciados en los boletines de noticias emitidos por el ISO 3166/MA desde la primera publicación del ISO 3166-2 en 1998, cesando esta actividad informativa en 2013.
| Informe      | Fecha de emisión                     | Descripción del cambio reportado                                                                                        | Cambio de código o subdivisión                                         |
| ------------ | ------------------------------------ | --- | ---------------------------------------------------------------------- |
| Boletín II-1 | 2010-02-03 (corregido el 2010-02-19) | Se añade el código del prefijo nacional como primer elemento del código, se añaden los nombres en los idiomas oficiales | Subdivisión añadida:MH-JAB Jabat Subdivisión suprimida: MH-UJL Ujelang |